# Kneža
Kneža (búlgaro:Кнежа) é uma cidade da Bulgária, localizada no distrito de Pleven. A sua população era de 11,191 habitantes segundo o censo de 2010.

## População
| Kneža | Kneža | Kneža | Kneža | Kneža  | Kneža  | Kneža  | Kneža  | Kneža  | Kneža  | Kneža  | Kneža  | Kneža  | Kneža  | Kneža  | Kneža  | Kneža  | Kneža  | Kneža  | Kneža  |
| --- | ----- | ----- | ----- | ------ | ------ | ------ | ------ | ------ | ------ | ------ | ------ | ------ | ------ | ------ | ------ | ------ | ------ | ------ | ------ |
| Ano | 1887  | 1910  | 1934  | 1946   | 1956   | 1965   | 1975   | 1985   | 1992   | 2001   | 2002   | 2003   | 2004   | 2005   | 2006   | 2007   | 2008   | 2009   | 2010   |
| População |       |       |       | 13,035 | 13,804 | 14,049 | 14,930 | 14,597 | 13,690 | 12,808 | 12,658 | 12,577 | 12,325 | 12,122 | 11,906 | 11,726 | 11,571 | 11,399 | 11,191 |
| Fontes: Instituto Nacional de Estatísticas, „citypopulation.de“, „pop-stat.mashke.org“, Bulgarian Academy of Sciences |       |       |       |        |        |        |        |        |        |        |        |        |        |        |        |        |        |        |        |